# Ekstraklasa kobiet w tenisie stołowym (2008/2009)
Ekstraklasa kobiet w tenisie stołowym 2008/2009 – 61. edycja rozgrywek pierwszego poziomu ligowego kobiet w Polsce. Brało w niej udział 10 drużyn.
Triumfatorem rozgrywek został KTS Tarnobrzeg, który w meczach finałowych pokonał MUKS Start Nadarzyn. Brązowe medale zdobyły drużyny KU AZS AJD Częstochowa i SKTS Best-Chem Sochaczew.

## System rozgrywek
Rozgrywki prowadzone były z udziałem 10 drużyn i były podzielone na dwie fazy: zasadniczą i play-off.
Faza zasadnicza składa się z dwóch rund. Pierwsza runda rozgrywana jest systemem każdy z każdym. W drugiej rundzie gospodarzami spotkań w drugiej rundzie są drużyny, które w pierwszej rundzie w meczu pomiędzy tymi samymi drużynami grały na wyjazdach. Za zwycięstwo drużyny otrzymują 2 punkty, zaś za porażkę nie otrzymują punktów.
Do fazy play-off awansują 4 drużyny. W półfinałach zostaną rozegrane dwumecze. Pary zostaną ustalone na podstawie tabeli po rundzie zasadniczej (1-4, 2-3). Zwycięzcy półfinałów awansują do finału, gdzie zostanie rozegrany dwumecz, a gospodarzem pierwszego meczu będzie drużyna z niższego miejsca po fazie zasadniczej. Drużyna, która wygra finał otrzyma tytuł Drużynowego Mistrza Polski kobiet, puchar i złote medale, a zespół pokonany w finale otrzyma puchar i srebrne medale. Drużyny, które odpadły w półfinałach, otrzymają brązowe medale. Do 1. ligi spadną dwie ostatnie drużyny po fazie zasadniczej.
Każdy mecz składa się z 3-5 gier rozgrywanych kolejno na jednym stole. Mecz kończy się wraz z uzyskaniem przez jedną drużyn trzech zwycięstw. Układ gier w meczu.
| 1. gra | 2. gra | 3. gra | 4. gra | 5. gra |
| ------ | ------ | ------ | ------ | ------ |
| A–X    | B–Y    | C–Z    | A–Y    | B–X    |

## Kluby
| Klub                                    | Sezon 2007/2008 |
| --------------------------------------- | --------------- |
| Arbet LUKS Stawiguda                    | Awans z 1. ligi |
| KS Bronowianka Kraków                   | 4. miejsce      |
| GKS Gorzovia Medbud Gorzów Wielkopolski | 6. miejsce      |
| KTS Tarnobrzeg                          | Mistrz          |
| KU AZS AJD Częstochowa                  | 6. miejsce      |
| KU AZS UE Wrocław                       | 7. miejsce      |
| MKSTS Polkowice                         | Awans z 1. ligi |
| MUKS Start Nadarzyn                     | Wicemistrz      |
| PKS Rafaello Kazimierza Wielka          | 3. miejsce      |
| SKTS Best-Chem Sochaczew                | 7. miejsce      |

## Faza zasadnicza
| Poz. | Drużyna                                 | M  | Z  | P  | Pojedynki | Punkty |
| ---- | --------------------------------------- | -- | -- | -- | --------- | ------ |
| 1.   | KTS Tarnobrzeg                          | 18 | 18 | 0  | 54:10     | 36     |
| 2.   | MUKS Start Nadarzyn                     | 18 | 16 | 2  | 49:20     | 32     |
| 3.   | SKTS Best-Chem Sochaczew                | 18 | 14 | 4  | 48:23     | 28     |
| 4.   | KU AZS AJD Częstochowa                  | 18 | 11 | 7  | 43:32     | 22     |
| 5.   | MKSTS Polkowice                         | 18 | 10 | 8  | 38:33     | 20     |
| 6.   | GKS Gorzovia Medbud Gorzów Wielkopolski | 18 | 7  | 11 | 32:40     | 14     |
| 7.   | KU AZS UE Wrocław                       | 18 | 7  | 11 | 26:39     | 14     |
| 8.   | KS Bronowianka Kraków                   | 18 | 4  | 14 | 24:42     | 8      |
| 9.   | Arbet LUKS Stawiguda                    | 18 | 3  | 15 | 18:48     | 6      |
| 10.  | PKS Rafaello Kazimierza Wielka          | 18 | 0  | 18 | 9:54      | 0      |

     Awans do półfinału
     Spadek do 1. ligi

## Play-off
|  |          |                          |          |                     |          |   |   |                |       |       |       |       |
|  | Półfinał | Półfinał                 | Półfinał | Półfinał            | Półfinał |   |   | Finał          | Finał | Finał | Finał | Finał |
|  | Półfinał | Półfinał                 | Półfinał | Półfinał            | Półfinał |   |   | Finał          | Finał | Finał | Finał | Finał |
|  |          |                          |          |                     |          |   |   |                |       |       |       |       |
|  |          |                          |          |                     |          |   |   |                |       |       |       |       |
|  | 1        | KTS Tarnobrzeg           | 3        | 3                   |          |   |   |                |       |       |       |       |
|  | 1        | KTS Tarnobrzeg           | 3        | 3                   |          |   |   |                |       |       |       |       |
|  | 4        | KU AZS AJD Częstochowa   | 2        | 0                   |          |   |   |                |       |       |       |       |
|  | 4        | KU AZS AJD Częstochowa   | 2        | 0                   |          |   | 1 | KTS Tarnobrzeg | 3     | 3     |       |       |
|  |          |                          |          |                     |          |   | 1 | KTS Tarnobrzeg | 3     | 3     |       |       |
|  |          |                          | 2        | MUKS Start Nadarzyn | 1        | 2 |   |                |       |       |       |       |
|  | 2        | MUKS Start Nadarzyn      | 2        | MUKS Start Nadarzyn | 1        | 2 | 3 | 3              |       |       |       |       |
|  | 2        | MUKS Start Nadarzyn      |          |                     |          |   |   |                |       |       |       |       |
|  | 3        | SKTS Best-Chem Sochaczew | 0        | 1                   |          |   |   |                |       |       |       |       |
|  | 3        | SKTS Best-Chem Sochaczew | 0        | 1                   |          |   |   |                |       |       |       |       |
|  |          |                          |          |                     |          |   |   |                |       |       |       |       |

### Półfinały
| Gospodarze               | Wynik       | Goście                   |
| 1. półfinał              | 1. półfinał | 1. półfinał              |
| ------------------------ | ----------- | ------------------------ |
| KU AZS AJD Częstochowa   | 2:3         | KTS Tarnobrzeg           |
| SKTS Best-Chem Sochaczew | 0:3         | MUKS Start Nadarzyn      |
| 2. półfinał              |             |                          |
| KTS Tarnobrzeg           | 3:0         | KU AZS AJD Częstochowa   |
| MUKS Start Nadarzyn      | 3:1         | SKTS Best-Chem Sochaczew |

### Finał
| MUKS Start Nadarzyn | 2:3 | KTS Tarnobrzeg |
| ------------------- | --- | -------------- |
| Xu Jie              | 0:3 | Xiao Zhou      |
| Yan Xiaoshan        | 0:3 | Li Qian        |
| Natalia Bąk         | 3:0 | Hana Bartosova |
| Xu Jie              | 3:0 | Li Qian        |
| Yan Xiaoshan        | 0:3 | Xiao Zhou      |

| KTS Tarnobrzeg  | 3:1 | MUKS Start Nadarzyn |
| --------------- | --- | ------------------- |
| Xiao Zhou       | 3:1 | Yan Xiaoshan        |
| Li Qian         | 1:3 | Xu Jie              |
| Kinga Stefańska | 3:2 | Natalia Bąk         |
| Xiao Zhou       | 3:1 | Xu Jie              |

## Medaliści
| Lp. | Drużyna                  |
| --- | ------------------------ |
| 1.  | KTS Tarnobrzeg           |
| 2.  | MUKS Start Nadarzyn      |
| 3.  | KU AZS AJD Częstochowa   |
| 3.  | SKTS Best-Chem Sochaczew |